# A globális felmelegedés és a mezőgazdaság

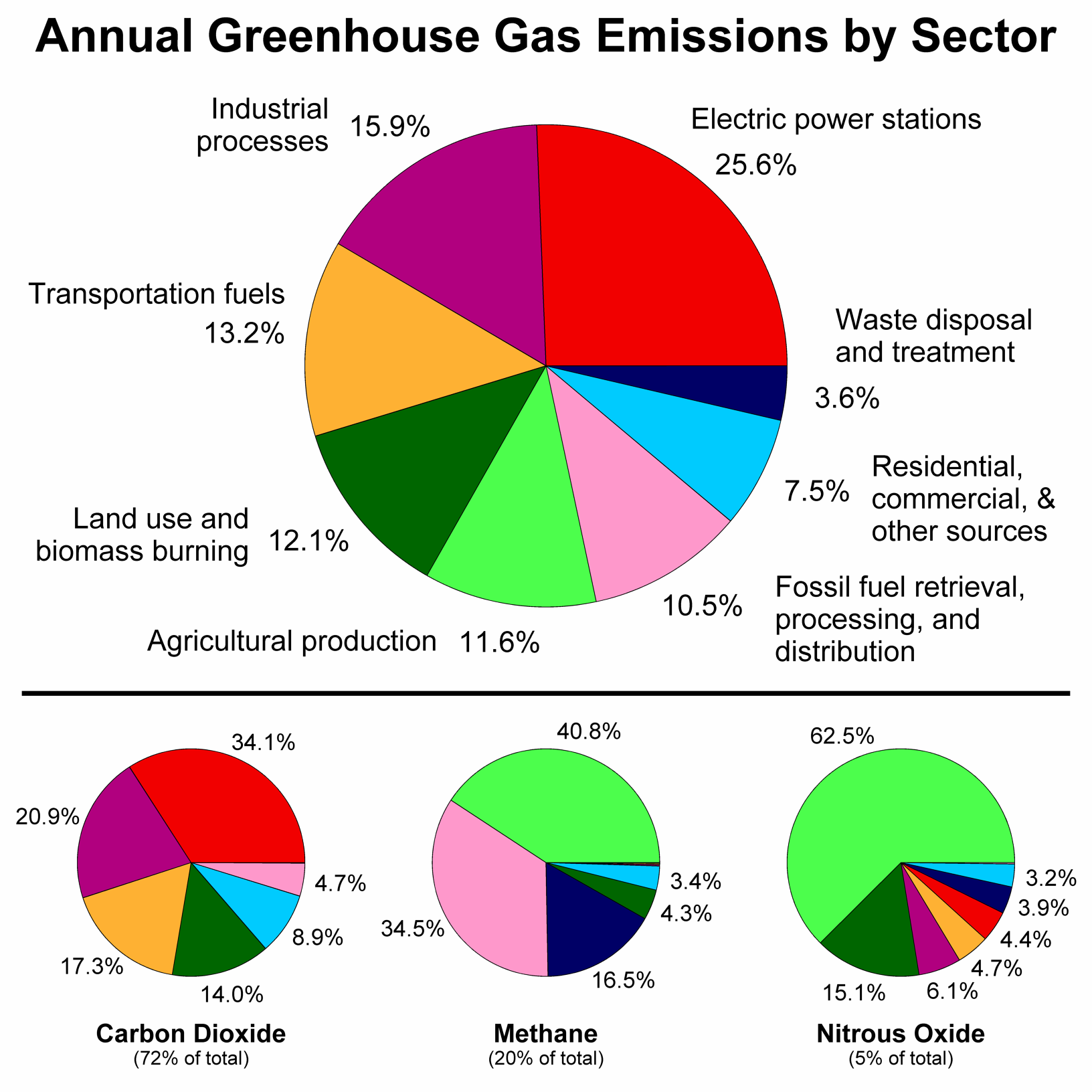
A globális felmelegedés okai %-ban

A globális felmelegedés jelentős és egyre növekvő mértékben kihat a mezőgazdaságra, a kettő szoros kölcsönhatásban áll egymással. Az üvegházhatású gázok – mint például a szén-dioxid, a metán – koncentrációja nő az atmoszférában. A mezőgazdaság hatását egy amerikai felmérés 23%-ra, míg egy másik – szintén amerikai – felmérés 12,5%-ra teszi.
A Föld lakossága meghaladta a 7 milliárdot, és egyes becslések szerint 2050-re  9, 2100-ra pedig akár már 12,3 milliárdan fognak élni a bolygón. A víz és az ökoszisztéma készletek rohamosan fogynak a túlhasználat miatt. A mezőgazdasági termények mennyisége és a termelékenység szintén csökken, hiszen a klímaváltozás sok helyen kiégeti a termést, illetve a termőtalaj nem jut megfelelő mennyiségű csapadékhoz a hosszúra nyúló nyarak miatt .
Christopher Field (Stanford-i Carnegie Intézet) és David Lobell (Lawrence Livermore National Laboratory) kutatók felmérésükben az 1980 és 2002 közötti időszakot vizsgálták, amikor a globális átlaghőmérséklet 0,7 °C-ot emelkedett. Eredményük a következő: minden 0,5 °C-os átlaghőmérséklet emelkedés 3-5%-os terméshozam csökkenést von maga után.

## Országok
Egyes országok mezőgazdasági károkat szenvednek el, míg más országok jobban járnak az éghajlatváltozással. A felmelegedés öngerjesztő tulajdonsága miatt a látszólag mezőgazdasági előnyt élvező országok szintén vesztesei lesznek a folyamatnak. A Stern-jelentés 20%-os  világszintű GDP visszaesést prognosztizál. (A Stern-jelentés egy jelentős közgazdász által megírt gazdasági tanulmány.)
A japánoknak a globális felmelegedés várhatóan évi 30 milliárd eurós kárt fog okozni - áll a japán környezetvédelmi minisztérium által kiadott tanulmányban, melyet az ENSZ klímaváltozás veszélyeire figyelmeztető közleményének hatására végeztek.
Kanada mezőgazdasági terméshozama +27%-kal, Oroszországé +25%-kal, Kínáé +17%-kal, Ausztráliáé +10%-kal, Franciaországé +8%-kal, Indiáé +4%-kal nő a közeljövőben.
A vesztes országok közé tartozik az USA -2%, Uruguay -23%, Egyiptom -28%, Brazília -32%.

## Magyarország

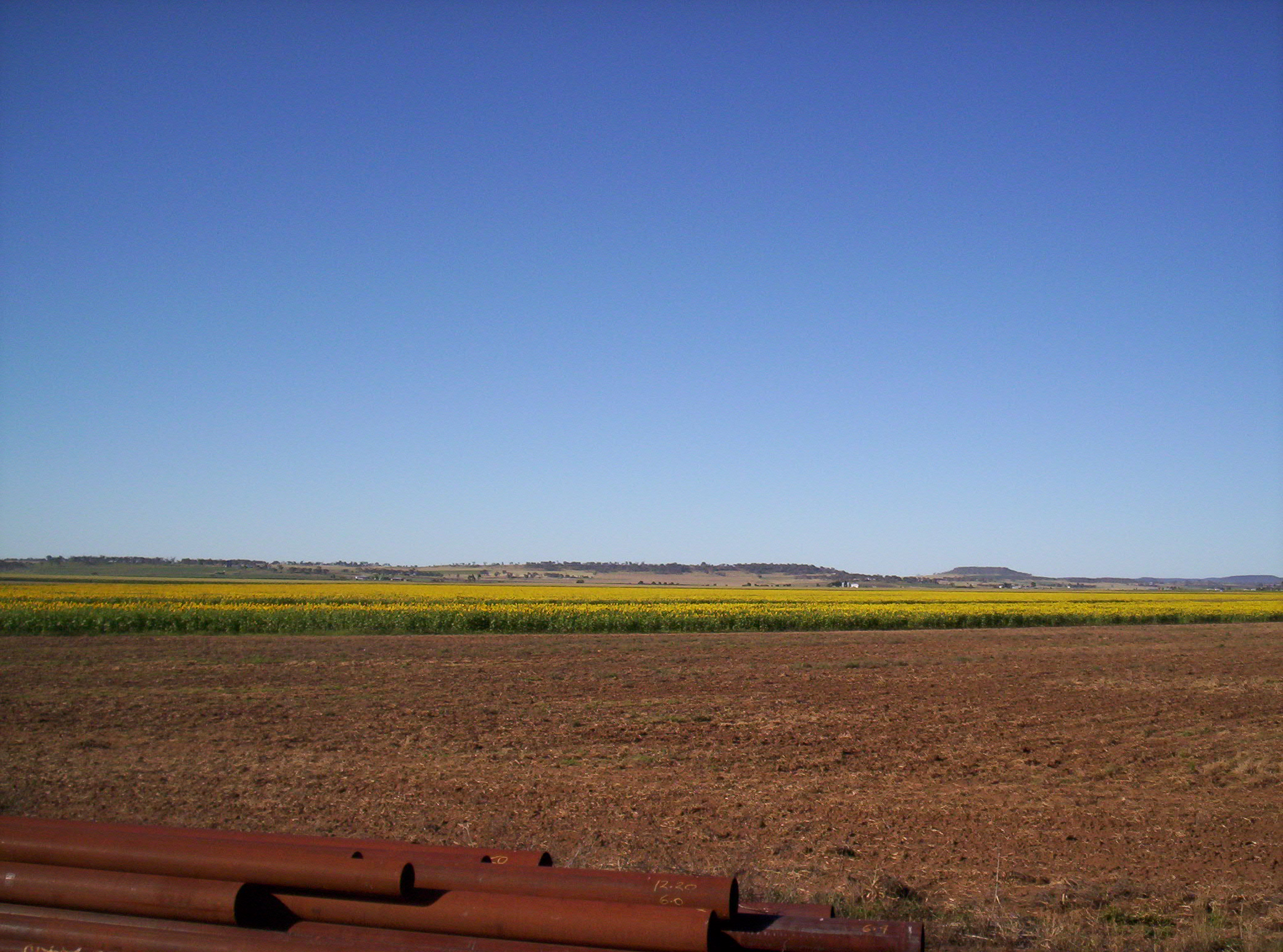
Napraforgó

Az átlaghőmérséklet 1 fokos emelkedése 300 kilométerrel tolja északabbra a búza, a kukorica, a napraforgó és a szójabab termesztésének északi határát. 2007 nyara száraz volt, kevesebb volt a termés. Nem várt termelésbeni kiesés történt a magyar kukoricatermésben. Az időjárási viszontagságok, a szárazság, illetve egyes helyeken a heves esőzések nagy kiterjedésű területeken károsították a búzát Európában és meglepő módon Kanadában is.